# Smíšené zboží

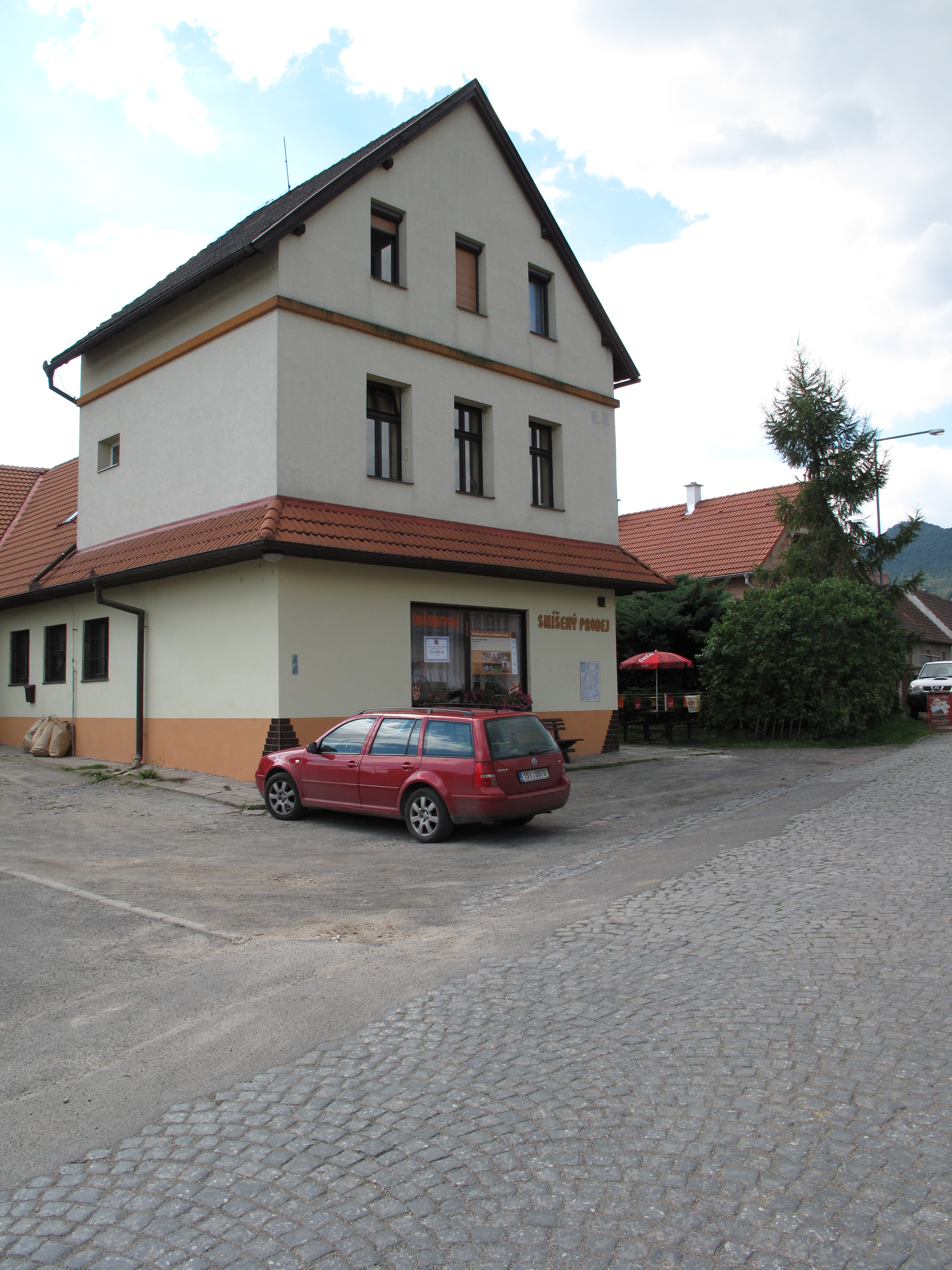
Smíšené zboží v Malých Žernosekách

Smíšené zboží, starším názvem také obchod s koloniálním zbožím neboli koloniál, je typ maloobchodní prodejny, která nabízí spotřebiteli široký sortiment zboží. Obvykle se jedná o prodejnu s převahou potravin a nápojů s doplňkovým prodejem nejpoptávanějšího drogistického, papírenského a kosmetického zboží, která se typicky nachází na vesnici (často jako jediný obchod v obci). Lze je nalézt i ve městech, kde však čelí silné konkurenci nákupních řetězců supermarketů a hypermarketů.
Dříve se podobné prodejny nazývaly hokynářství a kromě potravinářského a drogistického sortimentu nabízely i další průmyslové zboží každodenní spotřeby, například nádobí, pracovní nářadí apod. Provozoval je hokynář (staročesky fragnář) jakožto samostatný podnikatel. Na „Smíšené zboží“ byla znárodněná hokynářství a koloniály přejmenována v dobách socialistického Československa. Rozsáhlé sítě těchto maloobchodních prodejen, a to zejména na venkově, tehdy provozovala především spotřební družstva, v českých zemích zejména družstva Jednota, Včela a Budoucnost.

## Etymologie
Slovensky se smíšené zboží řekne rozličný tovar.